# SN 1988A
SN 1988A – supernowa typu II w galaktyce M58 w gwiazdozbiorze Panny. Odkrył ją 18 stycznia 1988 Japończyk Kaoru Ikeya.
Maksymalna zaobserwowana jasność SN 1988A wynosiła 13,5m. Ustalono, że była to wartość bliska maksimum.
SN 1988A była pierwszą supernową zaobserwowaną w M58, jak również pierwszą w roku 1988.